# Espacio GNU
Proyecto de creación de un espacio de experimentación y creación artística, pensado para los modos de expresión contemporáneos; artes combinadas, digital, multimedia, música no convencional, expresiones teatrales participativos, video performance, etc. Busca sobre todo quebrar el espacio clásico de exposición artística, convirtiendo el "espacio” en una obra en si, dejando atrás los conceptos de “sala de exposición” o “galería de arte”, para convertir a la muestra en un TODO

## Exposición
Los artistas que expondrán en ella tendrán como principal objetivo “apoderarse” del espacio: convertirlo, modificarlo, para lograr un conjunto de expresión artística, esto está muy relacionado con las obras de intervención: stencil, pegatinas, grafitis; en los que se “transforma” el espacio para convertir lo cotidiano en una obra de arte, también así los artistas urbanos: músicos en el subte o calles céntricas, actores que toman las calles para alienar a los transeúntes. A la vez, contendrá a artistas que requieran, necesariamente, de un lugar, es el caso de video performance, multimedia, arte digital, etc.; artistas que no pueden realizar su obra sin un espacio adecuado. 
La exposición, en espacios convencionales, desde hace mucho tiempo, quedó remitida al día de la inauguración son pocas las muestras que llevan público más allá del día de apertura, esto se debe a que el evento social supera al mismísimo espacio, por eso la exposición quedara remitida a un evento, que no durara más de un día.

## Espacio de creación
El espacio además de la exposición y creación de obras tendrá como objetivo supremo el reunir a los artistas, que por lo general realizan trabajos por separados, en parte, por la falta de un espacio en común, por lo general en otras tipos de “salas” se tiende más a la separación que a la unión de ellos, mucho más si son de géneros totalmente diferentes. Esto tiene mucho que ver con el nombre espacio GNU la cual es una normativa internacional que fomenta el software, textos y arte, libre de licencias o derechos de autor. (www.gnu.org)

## Ubicación
Su ubicación actual es en Belgrano N.º 6417, Wilde a 4 cuadras de Mitre y las Flores, Buenos Aires, Argentina
- Agregar a la agenda agregar a GoogleEart